# Leiterspitze
De Leiterspitze is een 2750 m hoge bergtop in de Lechtaler Alpen in de Oostenrijkse deelstaat Tirol.
De berg wordt ook de Große Leiterspitze genoemd, dit om de top te onderscheiden van een maar iets lagere voortop, de Kleine Leiterspitze. Deze Kleine Leiterspitze is met zijn ca. 2700 m maar 50 m lager, maar duidelijk moeilijker te beklimmen.
De Leiterspitze kan bereikt worden vanuit Gramais in het noorden, Madau in het westen en het Württemberger Haus in het zuidwesten.